# Godzilla: Destroy All Monsters Melee
Godzilla: Destroy All Monsters Melee – gra komputerowa z gatunku bijatyk, wyprodukowana przez studio Pipeworks Software i wydana w 2002 roku przez Atari. Gracz kontroluje w grze jednego z potworów, biorąc udział w walkach pomiędzy monstrami. W walkach uczestniczą potwory znane z filmów o Godzilli. Fabuła, opowiadająca atak rasy pozaziemskiej na Ziemię z użyciem różnych bestii, jest pretekstem do właściwej rozgrywki.